# 佛現寺 (伊東市)
佛現寺（ぶつげんじ）は、静岡県伊東市物見が丘2-30にある日蓮宗の本山（霊跡寺院）。山号は海光山。

## 歴史

### 惣堂と輪番
弘長元年（1261年）、日蓮は鎌倉より伊豆配流となった。その際に熱病に苦しめられていた領主の伊東祐光を祈祷で治したのが縁で、毘沙門堂の草庵が与えられた。日蓮はこの毘沙門堂で『四恩抄』『教機時国抄』などを著した。
佛現寺は日蓮ゆかりの霊跡であるが、古くは惣堂または惣堂山と呼ばれており、江戸時代まで近隣の日蓮宗八箇寺により輪番で守護されていた。
1. 伊東山大行寺（身延久遠寺末）
2. 恵日山妙昭寺（玉沢妙法華寺末）廃絶
3. 興英山妙法寺（中山法華経寺末）
4. 長津山法船寺（池上本門寺末）
5. 海上山佛光寺（六条本圀寺末）
6. 延寿山妙隆寺（京都妙満寺末）
7. 伊東山蓮正寺（北山本門寺末）
8. 恵日山廣宣寺（西山本門寺末）

八箇寺は寺社奉行に寺領安堵を求めており、延宝6年（1678年）に当番の妙隆寺が寺社奉行にあてた文書によると、本山の京都妙満寺に赴き、本因坊家を通して将軍から惣堂ならびに八箇寺の御朱印を頂戴したという。
元禄時代には一致堂（佛光寺、妙昭寺、大行寺、妙法寺、法船寺が管理）と勝劣堂（妙隆寺、蓮正寺、廣宣寺が管理）という二つの御堂に分かれて輪番制がとられていた。

### 明治維新後
明治になり輪番を離れ、海光山佛現寺として独立し、日蓮宗44ヶ本山に列する。
明治8年（1875年）の火災、大正12年（1923年）の関東大震災で荒廃するが、逐次復興して現在に至る。
昭和26年（1951年）、霊跡寺院に指定される。
現況、山門が江戸時代末期の建造。祖師堂、毘沙門堂等は昭和26年建立。
現住は10世板垣日祐貫首。境師玉澤法縁（清和会）。

## 旧末寺
日蓮宗は昭和16年（1941年）に本末を解体したため、現在では旧本山・旧末寺と呼びならわしている。
- 妙法山蓮教寺（福岡県那珂川市道善）

## 境内
- 御霊石[1]
- 荻原井泉水句碑[1]
- 津波慰霊碑[1]

## 所蔵

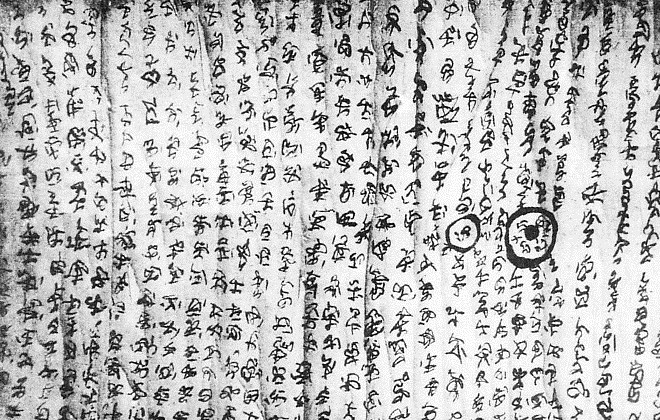
天狗の詫び状
「天狗の詫び状」と言われる判読不能の巻物がある。万治元年（1658年）頃、天城山中の柏峠に天狗が出没し、往来の旅人を悩ませていた。豪力無双できこえた時の佛現寺住職・日安上人は、天狗を懲らしめるため単身柏峠に赴き、天狗の鼻を両手でつかんで捻りあげれば、天狗はたまらず一巻の巻物を置いて、以後その姿を現すことはなかったという。そこで、天狗の書いて残した詫び状であろうということになり、佛現寺の什宝として今日まで伝えられることとなった。
178行、2900余字の難解不読の詫び状は、現在まで一字たりとも解読されておらず、神代文字説や霊界文字説、密教教典説などが出されているが、解明はされていない。
天狗の髭
佛現寺ゆかりの人物が所蔵していたが、天狗の祟りを恐れて「天狗の詫び状」のある佛現寺に寄進されたもの。
この髭には「オン・アビラ・ウンケン・ソワカ」との呪文が記された書き付けが併せて伝えられている。この呪文は「髭占い」の呪文で、天狗の髭を前にこれを3回唱え、髭の根本が動けば凶、先が動けば吉であるという。
なお、一般公開はされていない。

## 交通アクセス
- JR伊東線・伊豆急行線伊東駅より徒歩25分。
- 東海バスI03新井線・I05小室山線「仏現寺下」停留所から徒歩約5分。（JR伊東駅・伊豆急行線伊東駅からI03新井行、I05新井経由小室山リフト行バスで約5分。）
- 伊東駅よりタクシー利用→ 2〜3メーター程度。